# 優勝旗

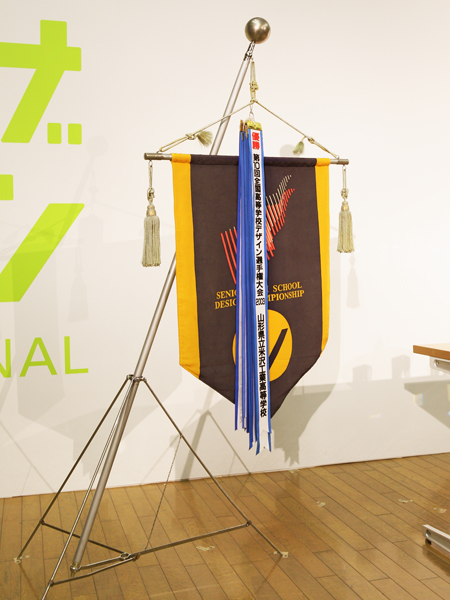
2011年日本“全國高中設計錦標賽”優勝旗。歷屆獲勝學校校名以條幅形式覆蓋在旗面上。

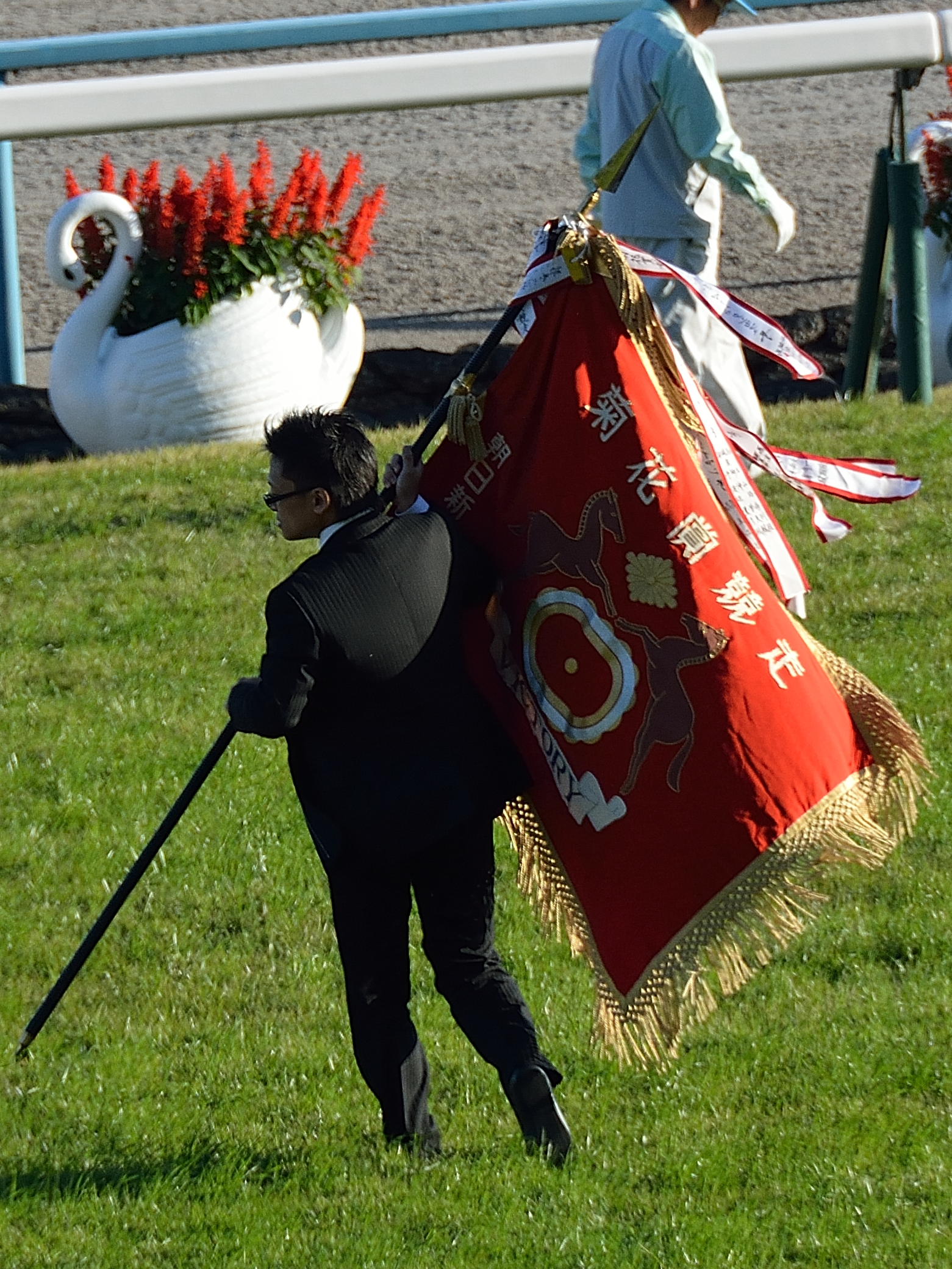
2015年“菊花賞”優勝旗。歷屆獲勝馬匹的名字以條幅形式係於旗幟頂端。

優勝旗（日语：／ Yūshōki）是表彰並授予在任何類型的比賽中贏得冠軍的個人或團體榮譽的旗幟。也稱為冠軍旗。

## 簡介
日本體育賽事中比較出名的優勝旗有選拔高等學校棒球大會（春季甲子園）的“紫紺旗”、全國高等學校棒球錦標賽（夏季甲子園）的“大深紅旗”、冬季全國高中橄欖球大賽的“飛球旗”等。並且有些賽事會直接將優勝旗冠名在自己的賽事名上，例如：金鷲旗高中柔道大賽和玉龍旗高中劍道大賽等。
優勝旗通常會由冠軍或冠軍隊持有至下屆賽事開幕時，並且在歸還時會舉行相應的儀式。如果在賽後發現冠軍或冠軍隊有違背體育道德的醜聞發生，則其持有的優勝旗可能會在下屆賽事舉行前即被賽事組織方索回，這通常也意味著其冠軍資格同時被褫奪。而如果下屆賽事因故未能舉行，則可能只在原定時間舉行歸還儀式。若上屆冠軍或冠軍隊未能入圍本屆賽事，則他們只能派代表歸還旗幟並出席開幕式。負責歸還優勝旗的冠軍隊代表通常為隊長。但如果冠軍隊在下屆賽事舉行前即已解散，則在某些情況下會由隊伍所屬組織的負責人代表歸還。
如果優勝旗因被盜、遺失或污損等原因而難以歸還時，賽事主辦單位通常會製作新的優勝旗。如果賽事在優勝旗被製作完成或失而復得前舉行，則開幕時不會有優勝旗展示環節；而若在之後舉行，則主辦單位與贊助單位會在開幕式時展示優勝旗。某些情況下，主辦單位會向造成優勝旗無法歸還的個人或團隊索要製作費用。

## 主要優勝旗
- 深紅大優勝旗（深紅の大優勝旗）：全國高等學校棒球錦標賽優勝旗
- 紫紺大優勝旗（紫紺の大優勝旗）：選拔高等學校棒球大會優勝旗
- 黑獅子旗（黒獅子旗）：都市對抗棒球大賽（日语：都市対抗野球大会）優勝旗
- 鑽石旗（ダイヤモンド旗）：社會人棒球日本錦標賽（日语：社会人野球日本選手権大会）優勝旗
- 大日輪旗（大日輪旗）：JABA東京Sponichi大賽（日语：JABA東京スポニチ大会）優勝旗
- 飛球旗（飛球の旗）：全國高中橄欖球大賽（日语：全国高等学校ラグビーフットボール大会）優勝旗
- 黒鷲旗（黒鷲旗）：高中相撲金澤大賽（日语：高等学校相撲金沢大会）與黒鷲旗全日本男女排球大賽（日语：黒鷲旗全日本男女選抜バレーボール大会）優勝旗
- 金鷲旗（金鷲旗）：金鷲旗高中柔道大賽（日语：金鷲旗高校柔道大会）優勝旗
- 玉龍旗（玉竜旗）：玉龍旗高中劍道大賽（日语：玉竜旗高校剣道大会）優勝旗